# La Mia Vita Violenta
| Recensione | Giudizio |
| ---------- | -------- |
| AllMusic   |          |

La Mia Vita Violenta è il secondo album discografico della band statunitense Blonde Redhead, pubblicato nel 1995 dalla Smells Like Records.

## Descrizione
Il titolo del disco trae ispirazione dal romanzo Una vita violenta di Pier Paolo Pasolini, a cui l'album è dedicato.
L'album è stato registrato nel periodo maggio-giugno 1995 da Edward Douglas presso tre diversi studi: il The Magic Shop, il Water Music ed il Random Falls. Il mixaggio è stato effettuato da John Sitek presso il Big House Studio. 
La copertina è Carissa Rodriguez e John Kelsey. Le foto della band sono di Stefano Giovannini.

## Tracce
Testi e musiche di Kazu Makino, Amedeo Pace e Simone Pace, eccetto dove indicato.
1. (I Am Taking Out My Eurotrash) I Still Get Rocks Off – 3:40
2. Violent Life – 3:51
3. U.F.O. – 5:38
4. I Am There While You Choke on Me – 1:56
5. Harmony – 5:16
6. Down Under – 4:09
7. Bean – 4:37
8. Young Neil – 1:12
9. 10 Feet High – 4:38 (Kazu Makino, Amedeo Pace, Simone Pace, Maki Takahashi)
10. Jewel – 3:22

Durata totale: 38:19

## Formazione
Gruppo
- Kazu Makino – voce, chitarra ritmica
- Amedeo Pace – voce, chitarra solista, basso
- Simone Pace – batteria

Altri musicisti
- Tombi Thokchom - sitar in Harmony
- Tada Hirano - tastiera in (I Am Taking Out My Eurotrash) I Still Get Rocks Off e I Am There While You Choke On Me